# 郑敏 (诗人)
郑敏（1920年7月18日—2022年1月3日），女，福建闽侯人，生于北京，中国诗人，九叶诗派成员。

## 生平
1939年考入国立西南联合大学外文系，后转入哲学系。1948年赴美国留学，先后在布朗大学和伊利诺伊州立大学研究院学习。1956年回国，在文学研究所外国文学部从事英国文学的研究工作。1960年调入北京师范大学外语系讲授英美文学。
郑敏由老师冯至引入文坛。1942年开始创作诗歌。对里尔克的诗歌作品有深入的研究。1980年与王辛笛、曹辛之、唐祈、唐湜、陈敬容、杜运燮、袁可嘉、穆旦等合出诗集《九叶集》。
2022年1月3日于北京去世。

## 作品
- 《诗集1942-1947》（1949）
- 《寻觅集》（1986）
- 《心象》（1991）
- 《早晨，我在雨里采花》（1991）
- 《郑敏诗选1979-1999》
- 《郑敏文集》
- 译作《美国当代诗选》